# Gnatholycosa spinipalpis
Genre
Espèce
Gnatholycosa spinipalpis, unique représentant du genre Gnatholycosa, est une espèce d'araignées aranéomorphes de la famille des Lycosidae.

## Distribution
Cette espèce est endémique d'Argentine.

## Publication originale
- Mello-Leitão, 1940 : Tres géneros extraños de arañas argentinas. Revista del Museo de La Plata (Nueva Serie), Zoología, La Plata, vol. 5, no 43, p. 251-258.